# Schmagerow
Schmagerow ist ein Ortsteil der Gemeinde Ramin des Amtes Löcknitz-Penkun im Landkreis Vorpommern-Greifswald in Mecklenburg-Vorpommern.

## Geographie
Der Ort liegt drei Kilometer nördlich von Ramin. Die Nachbarorte sind Schillermühle im Norden, Bismark und Gellin im Nordosten, Grenzdorf im Osten, Neu-Grambow, Grambow und Stadtberg im Südosten, Ramin im Süden, Retzin im Südwesten, Retzin-Ausbau im Westen sowie Wilhelmshof im Nordwesten.